# 小果葡萄
小果葡萄（学名：Vitis balanseana）为葡萄科葡萄属的植物。分布在越南以及中国大陆的广东、广西、海南等地，生长于海拔250米至3,000米的地区，多生在沟谷阳处，目前尚未由人工引种栽培。

## 别名
小果野葡萄（广州植物志） 小葡萄（海南植物志）